# Vanadium(III)fluoride
Vanadium(III)fluoride (VF3) is een anorganische verbinding met vanadium. Het is een grijs-groen poeder, dat onoplosbaar is in water.

## Synthese
Vanadium(III)fluoride wordt bereid in 2 stappen. De eerste stap betreft de vorming van ammoniumhexafluorvanadaat(III) door reactie van vanadium(III)oxide met ammoniumbifluoride:
{\displaystyle \mathrm {V_{2}O_{3}\ +\ 6\ NH_{4}HF_{2}\ \longrightarrow \ 2\ (NH_{4})_{3}VF_{6}\ +\ 3\ H_{2}O} }
In de tweede stap wordt het gevormde ammoniumhexafluorvanadaat(III) thermisch ontleed tot onder andere vanadium(III)fluoride:
{\displaystyle \mathrm {(NH_{4})_{3}VF_{6}\ \longrightarrow \ VF_{3}\ +\ 3\ NH_{3}\ +\ 3\ HF} }